# Kyle Sanders

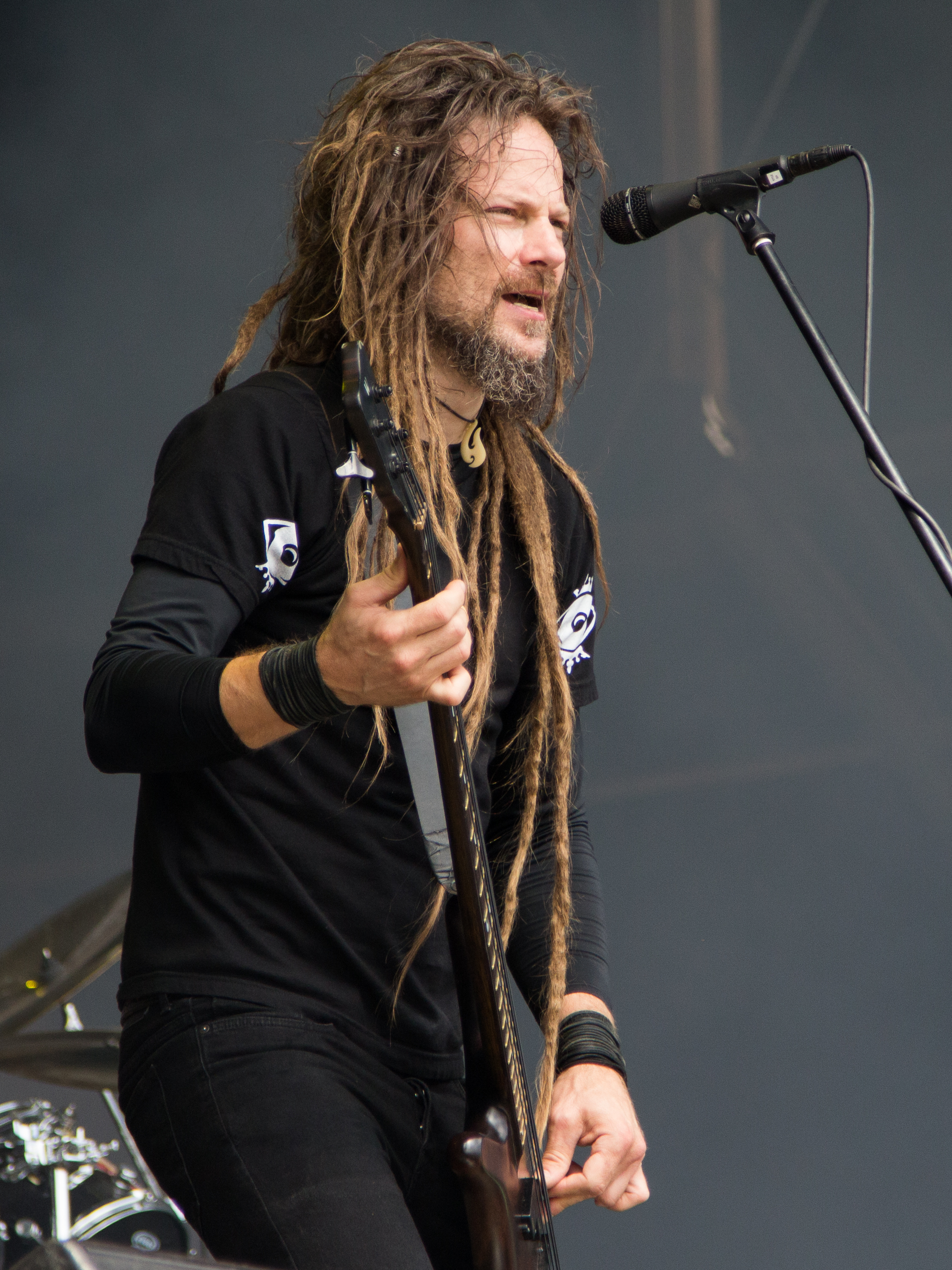
Kyle Sanders (2014)

Kyle Sanders ist ein US-amerikanischer Rock- und Metal-Bassist. Er ist Mitglied der Band Hellyeah und des Soloprojekts des ehemaligen Slayer-Gitarristen Kerry King. Zuvor spielte er in den Bands Piece Dogs, Skrew, Medication, Bloodsimple und MonstrO.

## Werdegang
Kyle Sanders brachte sich das Bass spielen selber bei, während er die Middle School besuchte. Als Linkshänder hatte er zunächst Schwierigkeiten, ein passendes Instrument zu finden. Seine größten Einflüsse als Bassisten sind Cliff Burton von Metallica, Steve Harris von Iron Maiden und Geezer Butler von Black Sabbath. Anfang der 1990er Jahre spielte Sanders in der Band Piece Dogs, die im Jahre 1992 ihr einziges Album Exes for Eyes veröffentlichten. Der Schlagzeuger der Band John Connolly wurde später Gitarrist der Band Sevendust. Mitte der 1990er Jahre spielte Sanders in der Industrial-Metal-Band Skrew, nahm jedoch kein Album mit der Band auf.
Anfang der 2000er Jahre schloss sich Sanders der Band Medication an, wo er mit Whitfield Crane (ex-Ugly Kid Joe), Logan Mader (ex-Machine Head) und Josh Freese (A Perfect Circle) spielte. Das einzige Album Prince Valium erschien im Jahre 2002, bevor sich die Band ein Jahr später wieder auflöste. Daraufhin gründete Sanders zusammen mit ehemaligen Mitgliedern der Bands Vision of Disorder und Downset die Band Bloodsimple, die zwei Studioalben veröffentlichten. Im Jahre 2008 reformierten sich Vision of Disorder und Bloodsimple lösten sich wieder auf. Sanders gründeten dann mit dem Bloodsimple-Schlagzeuger Bevan Davies und dem ehemaligen Torche-Gitarristen Juan Montoya die Band MonstrO. Diese Band veröffentlichte im Jahre 2011 ihr einziges Studioalbum, bevor sie sich auflöste.
Im Jahre 2014 schloss sich Kyle Sanders der Band Hellyeah an, wo er Bob Kakaha ersetzte und an der Seite des Mudvayne-Sängers Chad Gray und des ehemaligen Pantera-Schlagzeugers Vinnie Paul spielte. Sanders spielte mit der Band die Alben Undeniable und Welcome Home ein. Seit 2024 gehört Kyle Sanders neben dem Sänger Mark Osegueda, dem Gitarristen Phil Demmel und dem Schlagzeuger Paul Bostaph zur Liveband des ehemaligen Slayer-Gitarristen Kerry King. Dessen Debütalbum From Hell I Rise erschien am 17. Mai 2024.

## Leben
Kyle Sanders ist der ältere Bruder des Mastodon-Bassisten Troy Sanders. Er betreibt seit 2019 die Musikschule Let There Be Rock in Gainesville, Georgia.

## Diskografie
| Bloodsimple - 2005: A Cruel World - 2007: Red Harvest Hellyeah - 2016: Undeniable - 2019: Welcome Home | Kerry King - 2024: From Hell I Rise Medication - 2002: Prince Valium | MonstrO - 2011: MonstrO Piece Dogs - 1992: Exes for Eyes |